# Gryon pictum
Gryon pictum är en stekelart som beskrevs av G. Mineo 1991. Gryon pictum ingår i släktet Gryon och familjen Scelionidae. Inga underarter finns listade i Catalogue of Life.